# Крестьянское восстание в Саксонии

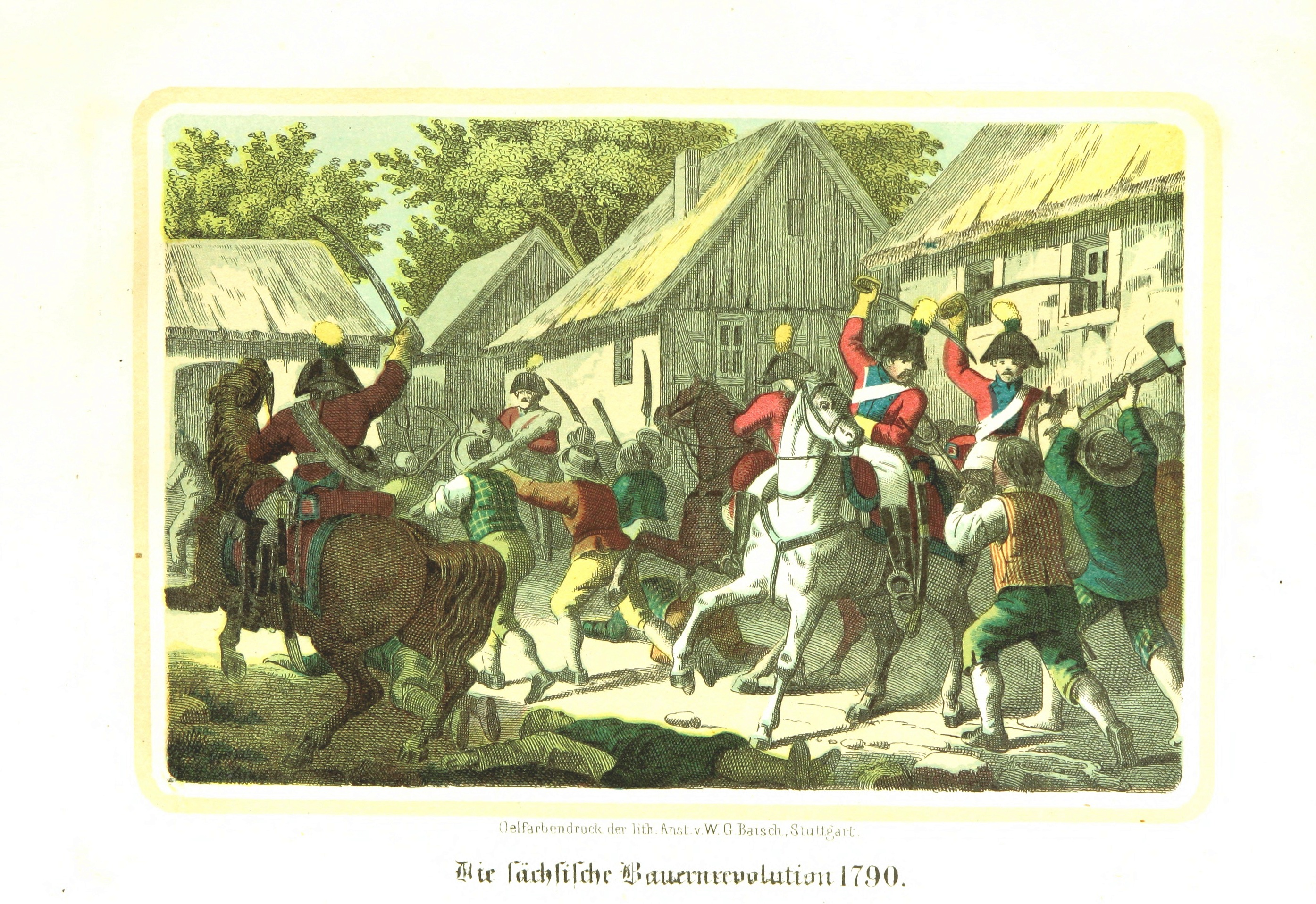
Иллюстрация из Hundertjährige Chronik, oder die Schicksale des Sächsischen Volkes seit 1750 bis 1850.

Крестьянское восстание в Саксонии (нем. Sächsischer Bauernaufstand or kursächsischer Bauernaufstand) 1790 года — военный конфликт между дворянством и крестьянами в Саксонском курфюршестве. Горячими точками восстания были обширные районы вокруг Дрездена, Лейпцига и Цвиккау.
Споры о правах на охоту в пределах созданных дворянством охотничьих угодий, первоначально привели к беспорядкам в Велене, которые быстро распространились на другие районы. К началу июля правительству Саксонии удалось взять под контроль эти беспорядки, но суровая зима и засуха увеличили вероятность конфликта. Летом 1790 года все больше и больше крестьян восставали против государства, центром восстания был Вексельбург. Одним из самых известных представителей крестьян был Кристиан Бенджамин Гейсслер, которого также называли «Бунтарем Либштадта». К середине августа фермеры взяли под свой контроль пятнадцать родовых судебных округов площадью 5 тыс. км²
Восстание затронуло районы вокруг Штольпена, Дрездена, Радеберга, Диппольдисвальде, Лужица (Верхняя и Нижняя) и Торгау. Беспорядки происходили неорганизованно и очень спонтанно. Таким образом, в районе Кенигштайна и в Верхней Лужице работа прекратилась. Были штурмы замков, а воинские части разоружались. 23 августа в Мейсене 2000 крестьян с цепами, дубинами и топорами добились освобождения заключенных повстанцев.
Основными требованиями крестьян были отмена охотничьих привилегий, упразднение сокажей, запрещение превращения пожертвований в натуре в финансовые проценты сеньорами или саксонскими уездными канцеляриями. Первоначально крестьянам удалось добиться отказа дворян от всех повинностей, пособий и процентов. Некоторые из них были даже изгнаны своими крестьянами. Но крупная военная операция в сентябре 1790 г. окончательно подавила восстание.